# Communauté catholique Shalom
La Communauté catholique Shalom (CCSh) est une association privée internationale de fidèles de droit pontifical au sein de l'Église catholique, fondée le 9 juillet 1982 à Fortaleza, Ceará, au Brésil, par Moysés Louro Azevedo Filho (pt). Rattachée au Renouveau charismatique catholique (RCC), elle a été reconnue par le Saint-Siège le 22 février 2007. Présente dans plus de 40 pays, elle se concentre sur l'évangélisation des jeunes à travers des missions, des événements et des groupes de prière,.

## Historique

### Fondation
La Communauté Shalom a été fondée en 1982 lorsque Moysés Azevedo, alors âgé de 22 ans, ouvre un snack-bar à Fortaleza pour évangéliser les jeunes, inspiré par une rencontre avec le pape Jean-Paul II en 1980 lors du Xe Congrès eucharistique international. Cet événement est considéré comme un "mythe fondateur" au sein de la CCSh. Maria Emmir Nogueira (pt), cofondatrice, rejoint le projet en 1983, contribuant à son développement initial.

### Expansion et institutionnalisation
À partir des années 1990, la CCSh s'étend au Brésil et à l'international, atteignant plus de 160 diocèses dans 40 pays en 2018. Le Festival Halleluya, lancé en 1997, devient un événement clé pour l'évangélisation des jeunes. Elle obtient la reconnaissance pontificale en 2007, avec des statuts approuvés en 2012 par le pape Benoît XVI. En 2017, environ 3 000 membres sont reçus par le pape François au Vatican.

## Structure et fonctionnement
La CCSh est structurée en deux branches principales : la Communauté de Vie (CV), avec environ 1 600 membres vivant sous les vœux de pauvreté, chasteté et obéissance, et la Communauté d'Alliance (CA), regroupant environ 11 000 laïcs suivant le charisme dans leur vie quotidienne. L'Œuvre Shalom compte environ 20 000 participants non engagés formellement. Le siège, appelé Diaconia Générale, est situé à Aquiraz, Ceará. Depuis 2019, elle gère la radio Shalom FM 91.7 à Fortaleza. Moysés Azevedo exerce la fonction de Modérateur Général depuis la fondation.

## Spiritualité

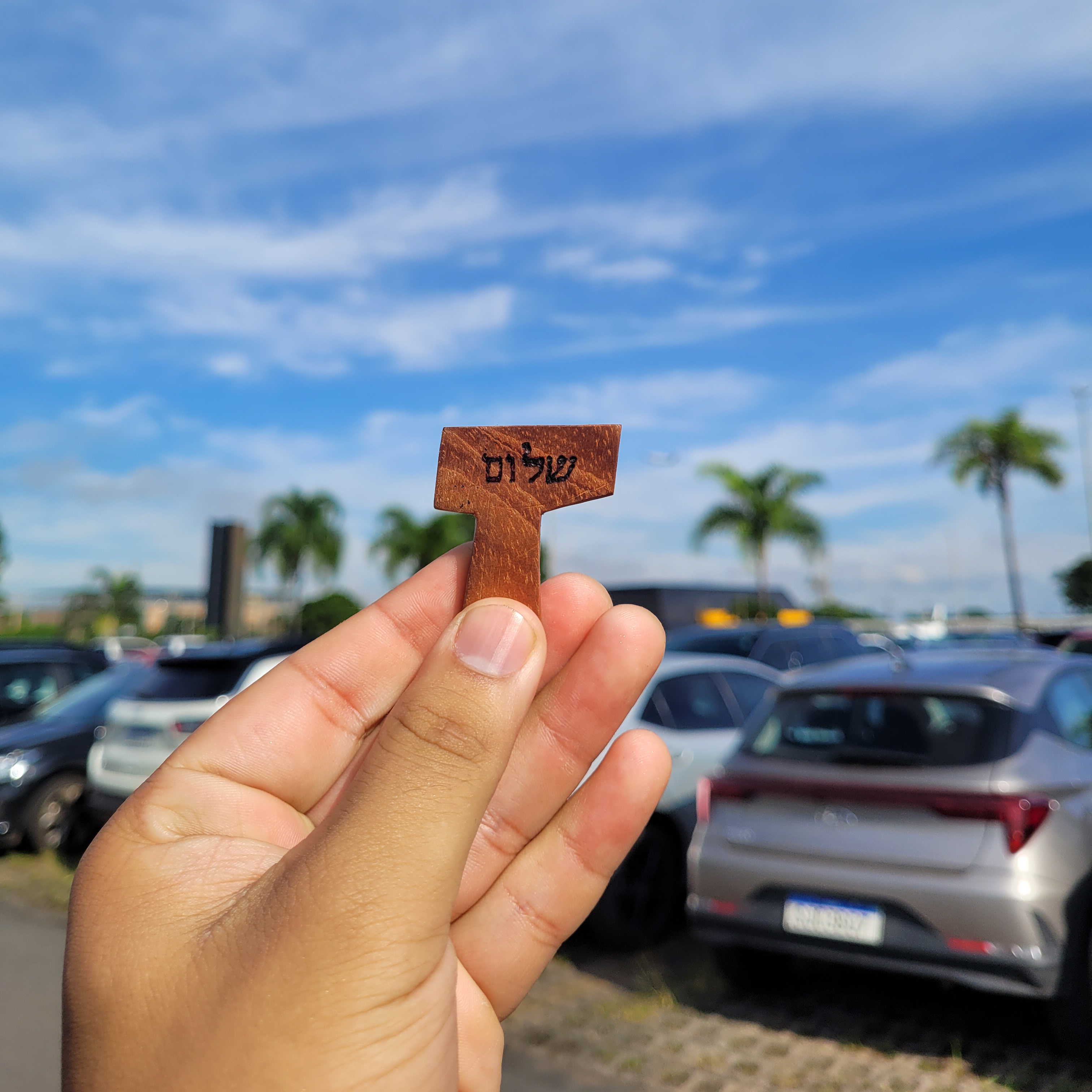
Le Tau, symbole adopté par les membres après leur formation.

Le charisme de la CCSh repose sur la contemplation, l'unité et l'évangélisation, influencé par Thérèse d'Avila et François d'Assise. Les pratiques incluent l'"effusion de l'Esprit" (anciennement appelée "baptême dans l'Esprit") et la glossolalie, typiques du RCC[pas clair]. Le symbole du Tau est adopté après deux ans de formation. La spiritualité met l'accent sur l'"amour sponsal" et la "vie d'intimité avec Dieu", permettant aux membres de se percevoir comme des "mystiques" contemporains[pas clair].

## Activités
La CCSh organise des événements comme le Festival Halleluya et des Séminaires de Vie dans l'Esprit Saint (SVES) pour évangéliser. Elle produit également du matériel de formation, notamment via les écrits de Maria Emmir Nogueira, qui circulent dans plus de 40 pays pour promouvoir une "christianisation de la civilité".

## Analyse sociologique
La CCSh est étudiée pour son mélange de charisme et de rationalité bureaucratique. Selon Emanuel Silva, l'autorité de Moysés Azevedo repose sur une perception de "choix divin", tandis que Maria Emmir Nogueira joue un rôle subordonné, reflétant une division traditionnelle des genres. Les adeptes, appelés "Shalomitas", se distinguent par une identité religieuse forte, marquée par une séparation symbolique avec le "monde extérieur", perçue comme une lutte contre le mal,.[pas clair]